# ジェニュイン
ジェニュインは日本の競走馬、種牡馬。馬名の由来は「正真正銘の、本物の」を意味する英語Genuineから。フジキセキ、タヤスツヨシと並び、サンデーサイレンスの初年度産駒を代表する一頭である。おもな勝ち鞍は、1995年皐月賞、1996年マイルチャンピオンシップ。社台レースホースの出資馬であり、募集価格は4000万円（20口）。
なお、馬齢は旧表記（数え年）で統一する。

## 経歴

### 競走馬時代

#### デビュー前
調教師の松山康久によると、幼少時は骨格が大きく、ほかの馬とは明らかに異なる特徴をしていたという。1994年9月にジェニュインは松山厩舎に入厩。デビュー前に調教のために騎乗した岡部幸雄が「シビれた」とコメントするなど、関係者の評価は高かった。

#### 3歳
ジェニュインは1994年10月15日、東京でデビュー。デビュー戦こそ2着に敗れたが、2戦目の未勝利戦を勝ち上がった。陣営は朝日杯3歳ステークスへの出走を目指したが、球節に異常が見られたため、同レースへの出走を回避して、翌年に備えた。

#### 4歳
1995年に入り、セントポーリア賞（500万下条件戦）と皐月賞トライアルの若葉ステークスを連勝したジェニュインは皐月賞に挑んだ。
この年の皐月賞は有力馬のフジキセキとナリタキングオーが故障により出走できず、本命馬が不在と言われる中、ジェニュインは単勝3番人気に推された。レースでは、ジェニュインは2番手から直線で抜け出す内容で優勝。重賞初制覇とともにGI初制覇を達成した。
続く日本ダービーでも2着と好走したが、陣営は真面目に走りすぎるジェニュインの気性から距離適性に限界があると感じ、秋はクラシック3冠目の菊花賞ではなく、天皇賞・秋を目指すことになった。
夏を休養にあてたジェニュインは京王杯オータムハンデキャップ2着、毎日王冠6着を経て、秋の天皇賞に出走した。レースでは、2番手から進み直線で先頭に立ったが、ゴール前でサクラチトセオーにハナ差交わされ、2着に敗れた。
続く有馬記念では、騎乗した岡部いわく「風が強かった」ためにジェニュインのテンションが上がった影響からマヤノトップガンの10着に敗れた。ただし、岡部は後日、敗因は距離の壁であるとし、「東京の2000メートルでいい勝負ができたから、中山の2500メートルでもなんとか好走できるだろう、という人間サイドの欲が出た」と語っている。

#### 5歳
翌1996年、春シーズンにおいて、ジェニュインは中山記念はサクラローレルの2着、安田記念はトロットサンダーの4着に敗れた。秋シーズンは4か月のブランクを経て出走した秋の天皇賞で14着に敗れた後、マイルチャンピオンシップを優勝し、GI2勝目を飾った。マイルチャンピオンシップ後、ジェニュインは有馬記念に出走したが、14着に敗れた。

#### 6歳
翌1997年、ジェニュインは安田記念から復帰したが、タイキブリザードにクビ差競り負けて2着に終わった。
秋シーズン、ジェニュインは札幌記念4着、毎日王冠5着を経て、秋の天皇賞に出走したが、デットヒートを繰り広げていたエアグルーヴとバブルガムフェローの2頭から約5馬身差の3着と完敗。連覇を狙ったマイルチャンピオンシップでも9着と敗れたため、競走馬を引退し種牡馬となった。調教師の松山は「競走成績はその時の球節の状態の良し悪しに左右された」とコメントしている。

### 種牡馬時代
引退後は社台スタリオンステーションで種牡馬入りし、初年度は122頭に種付け。その後も4年連続で100頭を超える種付けをする人気を得た。2000年の種付けシーズン前にレックススタッドへ移動。
2001年から2004年はシャトル種牡馬としてオーストラリアでも供用された。日本では中央の平地重賞勝ち馬がメイプルロード（2002年小倉2歳ステークス）のみと期待ほど走らなかったが、オーストラリアでは産駒が好評で、2004年は日本へ帰国せず、オーストラリアでのみ種付けするほどであった。翌年も滞在予定であったが、2004年デビュー産駒のドンクールがデビューから4連勝し、ジェニュインの種牡馬としての評価が国内でふたたび高まったことから、2005年3月に急遽帰国。この年は種付けシーズン途中での供用ながら144頭に種付けする人気ぶりであったが、帰国後はドンクールが地方競馬の重賞（ダートグレード競走）2勝にとどまるなど、ついに産駒の中央の平地重賞2勝目に手が届かなかった。他方、オーストラリアに残した産駒からは、ポンペイルーラー（Pompeii Ruler）が2007年の豪G1オーストラリアンカップを制覇し、日本で果たせなかった産駒のGI級競走勝利を飾った。
2009年には種付け頭数が一桁になり、種付けシーズン後にレックススタッドを退厩。白老ファームを経て社台スタリオンステーションに移動するが、種牡馬として供用されることはなかった。
種牡馬引退後は新田牧場に移動し、その後再び社台スタリオンステーションに移って余生を送っていたが、2015年1月19日に放牧中のケガにより死亡した。

## 競走成績
| 年月日 | 年月日 | 年月日 | 競馬場 | 競走名           | 格      | 頭 数 | 枠 番 | 馬 番 | オッズ （人気） | オッズ （人気） | 着順 | 騎手       | 斤量 [kg] | 距離（馬場）  | タイム （上3F） | 着差 | 勝ち馬/（2着馬）       |
| 1994.  | 10.    | 15     | 東京   | 3歳新馬          |         | 7     | 3     | 3     | 02.0            | 0（1人）        | 02着 | 岡部幸雄   | 53        | 芝1400m（良） | 1:24.9 (34.4)   | -0.2 | エアリュージュ         |
|        | 10.    | 30     | 東京   | 3歳新馬          |         | 11    | 6     | 7     | 01.3            | 0（1人）        | 01着 | 岡部幸雄   | 53        | 芝1400m（良） | 1:22.8 (36.3)   | -0.5 | （ダイチュウジンデン） |
|        | 11.    | 27     | 東京   | 赤松賞           | 500万下 | 12    | 7     | 9     | 02.0            | 0（1人）        | 02着 | T.ジャルネ | 54        | 芝1600m（良） | 1:35.1 (35.5)   | -0.2 | コクトジュリアン       |
| 1995.  | 1.     | 28     | 東京   | セントポーリア賞 | 500万下 | 16    | 2     | 3     | 01.5            | 0（1人）        | 01着 | 岡部幸雄   | 55        | 芝1800m（良） | 1:48.9 (35.3)   | -0.2 | （フォルスデュノール） |
|        | 3.     | 18     | 中山   | 若葉S            | OP      | 8     | 6     | 6     | 02.4            | 0（2人）        | 01着 | 田中勝春   | 56        | 芝2000m（不） | 2:08.1 (39.7)   | -0.1 | （マイネルブリッジ）   |
|        | 4.     | 16     | 中山   | 皐月賞           | GI      | 18    | 3     | 6     | 06.9            | 0（3人）        | 01着 | 岡部幸雄   | 57        | 芝2000m（稍） | 2:02.5 (36.7)   | -0.1 | （タヤスツヨシ）       |
|        | 5.     | 28     | 東京   | 東京優駿         | GI      | 18    | 7     | 13    | 03.5            | 0（2人）        | 02着 | 岡部幸雄   | 57        | 芝2400m（良） | 2:27.5 (35.3)   | -0.2 | タヤスツヨシ           |
|        | 9.     | 10     | 中山   | 京王杯AH         | GIII    | 12    | 2     | 2     | 02.0            | 0（1人）        | 02着 | 岡部幸雄   | 57.5      | 芝1600m（良） | 1:32.7 (35.0)   | -0.0 | ドージマムテキ         |
|        | 10.    | 8      | 東京   | 毎日王冠         | GII     | 14    | 3     | 4     | 02.3            | 0（1人）        | 06着 | 岡部幸雄   | 57        | 芝1800m（重） | 1:49.1 (35.4)   | -0.7 | スガノオージ           |
|        | 10.    | 29     | 東京   | 天皇賞（秋）     | GI      | 18    | 2     | 4     | 07.4            | 0（4人）        | 02着 | 岡部幸雄   | 56        | 芝2000m（良） | 1:58.8 (35.5)   | -0.0 | サクラチトセオー       |
|        | 12.    | 24     | 中山   | 有馬記念         | GI      | 12    | 5     | 6     | 05.3            | 0（3人）        | 10着 | 岡部幸雄   | 55        | 芝2500m（良） | 2:35.5 (37.0)   | -1.9 | マヤノトップガン       |
| 1996.  | 3.     | 10     | 中山   | 中山記念         | GII     | 15    | 2     | 3     | 03.7            | 0（1人）        | 02着 | 岡部幸雄   | 57        | 芝1800m（良） | 1:47.5 (35.8)   | -0.3 | サクラローレル         |
|        | 6.     | 9      | 東京   | 安田記念         | GI      | 17    | 5     | 9     | 13.8            | 0（6人）        | 04着 | 田中勝春   | 58        | 芝1600m（良） | 1:33.4 (35.1)   | -0.3 | トロットサンダー       |
|        | 10.    | 27     | 東京   | 天皇賞（秋）     | GI      | 17    | 6     | 12    | 21.7            | 0（8人）        | 14着 | 柴田善臣   | 58        | 芝2000m（良） | 2:00.0 (35.2)   | -1.3 | バブルガムフェロー     |
|        | 11.    | 17     | 京都   | マイルCS         | GI      | 18    | 7     | 14    | 04.9            | 0（1人）        | 01着 | 岡部幸雄   | 57        | 芝1600m（良） | 1:33.8 (35.6)   | -0.1 | （ショウリノメガミ）   |
|        | 12.    | 22     | 中山   | 有馬記念         | GI      | 14    | 5     | 7     | 32.0            | （10人）        | 14着 | O.ペリエ   | 57        | 芝2500m（良） | 2:37.2 (39.9)   | -3.4 | サクラローレル         |
| 1997.  | 6.     | 8      | 東京   | 安田記念         | GI      | 18    | 8     | 16    | 11.7            | 0（5人）        | 02着 | 田中勝春   | 58        | 芝1600m（良） | 1:33.9 (34.9)   | -0.1 | タイキブリザード       |
|        | 8.     | 17     | 札幌   | 札幌記念         | GII     | 13    | 4     | 4     | 02.8            | 0（2人）        | 04着 | 岡部幸雄   | 59        | 芝2000m（良） | 2:00.7 (35.8)   | -0.5 | エアグルーヴ           |
|        | 10.    | 5      | 東京   | 毎日王冠         | GII     | 9     | 1     | 1     | 03.5            | 0（3人）        | 05着 | 武豊       | 59        | 芝1800m（良） | 1:46.3 (35.0)   | -0.2 | バブルガムフェロー     |
|        | 10.    | 26     | 東京   | 天皇賞（秋）     | GI      | 16    | 1     | 1     | 09.6            | 0（3人）        | 03着 | 田中勝春   | 58        | 芝2000m（良） | 1:59.9 (35.6)   | -0.9 | エアグルーヴ           |
|        | 11.    | 16     | 京都   | マイルCS         | GI      | 18    | 6     | 12    | 07.8            | 0（4人）        | 09着 | 田中勝春   | 57        | 芝1600m（良） | 1:34.9 (37.2)   | -1.6 | タイキシャトル         |

## 種牡馬成績

### 主な産駒

#### GI級競走優勝馬
太字はGI競走、競走名の前の国旗は開催国。
- 2002年産
  - Pompeii Ruler / ポンペイルーラー（オーストラリアンカップ、クイーンエリザベスステークス、J.J.リストンステークス、クレイグリーステークス、セントジョージS）[9]

#### グレード制重賞優勝馬
- 2000年産
  - メイプルロード（小倉2歳ステークス）
- 2002年産
  - ドンクール（兵庫チャンピオンシップ、名古屋大賞典）
  - ベストグランチャ（東京オータムジャンプ）
  - バトルブレーヴ（小倉サマージャンプ）
- 2004年産
  - タマモグレアー（京都ハイジャンプ、中山大障害2着）

#### 地方重賞優勝馬
- 1999年産
  - キクノジェニー（兵庫クイーンカップ）
- 2000年産
  - テツテッカ（栄冠賞）
  - ベルノネ（東北優駿）
  - トキノシャトー（若駒賞）
  - ミハタバルゴウ（北関東オークス、 ひまわり賞）
- 2001年産
  - カイヨウソルトオー（高知優駿、黒潮皐月賞）
  - サンデーロバリー（もみじ特別）
- 2002年産
  - ベストタイザン（園田フレンドリーカップ2回、園田金盃、笠松グランプリ、白銀争覇2回、梅見月杯、東海桜花賞、サマーカップ）
- 2004年産
  - エスケーフィル（吉野ヶ里記念）
- 2006年産
  - キューティガビー（園田チャレンジカップ）
- 2007年産
  - コスモハレルヤ（コウノトリ賞）
- 2009年産
  - メイレディ（兵庫若駒賞、ル・プランタン賞、兵庫ダービー）
  - モリデンヴィーナス（福山チャンピオンシップ）

### 母の父としての主な産駒
- 2021年産
  - ウルトラノホシ（ネクストスター佐賀、カペラ賞、佐賀皐月賞）- 父ホッコータルマエ[10]

## 血統表
| ジェニュインの血統                                 | ジェニュインの血統                | ジェニュインの血統   | （血統表の出典）     | （血統表の出典） |
| 父系                                               | サンデーサイレンス系              | サンデーサイレンス系 | サンデーサイレンス系 | [ § 2 ]          |
| 父 * サンデーサイレンス Sunday Silence 1986 青鹿毛 | 父の父Halo 1969 黒鹿毛            | Hail to Reason       | Turn-to              | Turn-to          |
| 父 * サンデーサイレンス Sunday Silence 1986 青鹿毛 | 父の父Halo 1969 黒鹿毛            | Hail to Reason       | Nothirdchance        |                  |
| 父 * サンデーサイレンス Sunday Silence 1986 青鹿毛 | 父の父Halo 1969 黒鹿毛            | Cosmah               | Cosmic Bomb          | Cosmic Bomb      |
| 父 * サンデーサイレンス Sunday Silence 1986 青鹿毛 | 父の父Halo 1969 黒鹿毛            | Cosmah               | Almahmoud            |                  |
| 父 * サンデーサイレンス Sunday Silence 1986 青鹿毛 | 父の母Wishing Well 1975 鹿毛      | Understanding        | Promised Land        | Promised Land    |
| 父 * サンデーサイレンス Sunday Silence 1986 青鹿毛 | 父の母Wishing Well 1975 鹿毛      | Understanding        | Pretty Ways          |                  |
| 父 * サンデーサイレンス Sunday Silence 1986 青鹿毛 | 父の母Wishing Well 1975 鹿毛      | Mountain Flower      | Montparnasse         | Montparnasse     |
| 父 * サンデーサイレンス Sunday Silence 1986 青鹿毛 | 父の母Wishing Well 1975 鹿毛      | Mountain Flower      | Edelweiss            |                  |
| 母 * クルーピアレディー Croupier Lady 1983 栗毛    | 母の父What Luck 1967 黒鹿毛       | Bold Ruler           | Nasrullah            | Nasrullah        |
| 母 * クルーピアレディー Croupier Lady 1983 栗毛    | 母の父What Luck 1967 黒鹿毛       | Bold Ruler           | Miss Disco           |                  |
| 母 * クルーピアレディー Croupier Lady 1983 栗毛    | 母の父What Luck 1967 黒鹿毛       | Irish Jay            | Double Jay           | Double Jay       |
| 母 * クルーピアレディー Croupier Lady 1983 栗毛    | 母の父What Luck 1967 黒鹿毛       | Irish Jay            | Irish Witch          |                  |
| 母 * クルーピアレディー Croupier Lady 1983 栗毛    | 母の母Question d'Argent 1977 鹿毛 | Tentam               | Intentionally        | Intentionally    |
| 母 * クルーピアレディー Croupier Lady 1983 栗毛    | 母の母Question d'Argent 1977 鹿毛 | Tentam               | Tamerett             |                  |
| 母 * クルーピアレディー Croupier Lady 1983 栗毛    | 母の母Question d'Argent 1977 鹿毛 | Cold Reply           | Northern Dancer      | Northern Dancer  |
| 母 * クルーピアレディー Croupier Lady 1983 栗毛    | 母の母Question d'Argent 1977 鹿毛 | Cold Reply           | Respond              |                  |
| 母系(F-No.)                                        | Reply系(FN:4-g)                   | Reply系(FN:4-g)      | Reply系(FN:4-g)      | [ § 3 ]          |
| 5代内の近親交配                                    | 5代内アウトブリード               | 5代内アウトブリード  | 5代内アウトブリード  | [ § 4 ]          |
| 出典                                               | 1. 2. 3. 4.                       | 1. 2. 3. 4.          | 1. 2. 3. 4.          | 1. 2. 3. 4.      |

母クルーピアレディーはアメリカで13勝。甥に2007年の菊花賞馬アサクサキングス、叔母にカナダで重賞2勝のPremier Questionがいる。